# 浜竹
浜竹（はまたけ）は、神奈川県茅ヶ崎市の町名である。現行行政地名は、浜竹一丁目から浜竹四丁目。住居表示実施済み区域。

## 地理
茅ヶ崎市の東南部に位置する。旧「八的ヶ原」後に「八松ヶ原」と呼ばれた茅ヶ崎市東部から藤沢市辻堂を含めた地域のほぼ中央にあたる。最寄り駅は辻堂駅西口で徒歩30秒程。辻堂駅西口からは浜竹通りが湘南新道まで伸びており湘南海岸に至る。辻堂駅前から伸びる浜竹通りには浜竹商店街が軒を連ね、小規模の商業施設及び大規模チェーン店が並ぶ。
北は代官町、本宿町、東は藤沢市辻堂、南は汐見台、西は出口町、松浪、富士見町である。北西から南東へ順に一丁目から四丁目が置かれている。尚浜竹四丁目近辺は兵金山（ひょうきんやま）とも呼ばれる。

### 地価
住宅地の地価は、2023年（令和5年）1月1日の公示地価によれば、浜竹2-7-6の地点で27万円/m2となっている。

## 歴史
江戸時代以前は、小和田村および菱沼村の一部であった。

### 沿革
- 1889年（明治22年）4月1日 - 町村制施行により、小和田村および菱沼村は、室田村、高田村、赤羽根村、甘沼村および香川村と合併し、当地域は松林村の一部となる。 大部分が、大字小和田および大字菱沼の字浜竹および字南浜竹となる。
- 1908年（明治41年）10月1日 - 松林村は、茅ヶ崎村および鶴嶺村と合併し、当地域は茅ヶ崎町の一部となる。
- 1947年（昭和22年）10月1日 - 市制施行により茅ヶ崎市の一部となる。
- 1967年（昭和42年）7月1日 - 浜竹一丁目から四丁目を新設する[7]。
- 1971年（昭和46年）5月16日 - 二丁目に茅ヶ崎浜竹郵便局が置かれる[8]。

## 町名の変遷
| 実施後     | 実施年月日   | 実施前（各字名ともその一部） |
| ---------- | ------------ | ---------------------------- |
| 浜竹一丁目 | 1967年7月1日 | 大字小和田、大字菱沼         |
| 浜竹二丁目 | 1967年7月1日 | 大字小和田、大字菱沼         |
| 浜竹三丁目 | 1967年7月1日 | 大字小和田、大字菱沼         |
| 浜竹四丁目 | 1967年7月1日 | 大字小和田、大字菱沼         |

## 世帯数と人口
2023年（令和5年）9月1日現在（茅ヶ崎市発表）の世帯数と人口は以下の通りである。
| 丁目       | 世帯数    | 人口    |
| ---------- | --------- | ------- |
| 浜竹一丁目 | 867世帯   | 1,887人 |
| 浜竹二丁目 | 700世帯   | 1,532人 |
| 浜竹三丁目 | 811世帯   | 1,707人 |
| 浜竹四丁目 | 1,154世帯 | 2,727人 |
| 計         | 3,532世帯 | 7,853人 |

### 人口の変遷
国勢調査による人口の推移。
| 年                 | 人口  |
| ------------------ | ----- |
| 1995年（平成7年）  | 6,816 |
| 2000年（平成12年） | 7,113 |
| 2005年（平成17年） | 7,217 |
| 2010年（平成22年） | 7,392 |
| 2015年（平成27年） | 7,533 |
| 2020年（令和2年）  | 7,660 |

### 世帯数の変遷
国勢調査による世帯数の推移。
| 年                 | 世帯数 |
| ------------------ | ------ |
| 1995年（平成7年）  | 2,690  |
| 2000年（平成12年） | 2,929  |
| 2005年（平成17年） | 3,058  |
| 2010年（平成22年） | 3,178  |
| 2015年（平成27年） | 3,193  |
| 2020年（令和2年）  | 3,358  |

## 学区
市立小・中学校に通う場合、学区は以下の通りとなる（2024年3月時点）。
| 丁目       | 番地 | 小学校                 | 中学校               |
| ---------- | ---- | ---------------------- | -------------------- |
| 浜竹一丁目 | 全域 | 茅ヶ崎市立松浪小学校   | 茅ヶ崎市立松浪中学校 |
| 浜竹二丁目 | 全域 | 茅ヶ崎市立松浪小学校   | 茅ヶ崎市立松浪中学校 |
| 浜竹三丁目 | 全域 | 茅ヶ崎市立松浪小学校   | 茅ヶ崎市立松浪中学校 |
| 浜竹四丁目 | 全域 | 茅ヶ崎市立汐見台小学校 | 茅ヶ崎市立松浪中学校 |

- 浜竹の一部に特認地域があります。

## 事業所
2021年（令和3年）現在の経済センサス調査による事業所数と従業員数は以下の通りである。
| 丁目       | 事業所数  | 従業員数 |
| ---------- | --------- | -------- |
| 浜竹一丁目 | 47事業所  | 337人    |
| 浜竹二丁目 | 54事業所  | 191人    |
| 浜竹三丁目 | 77事業所  | 448人    |
| 浜竹四丁目 | 30事業所  | 134人    |
| 計         | 208事業所 | 1,110人  |

### 事業者数の変遷
経済センサスによる事業所数の推移。
| 年                 | 事業者数 |
| ------------------ | -------- |
| 2016年（平成28年） | 220      |
| 2021年（令和3年）  | 208      |

### 従業員数の変遷
経済センサスによる従業員数の推移。
| 年                 | 従業員数 |
| ------------------ | -------- |
| 2016年（平成28年） | 1,181    |
| 2021年（令和3年）  | 1,110    |

## 交通

### 鉄道
当地を通る鉄道路線はない。

### バス
- 神奈川中央交通
  - 辻02系統 辻堂駅南口行、茅ヶ崎駅南口行
  - 辻08系統 茅ヶ崎駅行
  - 辻09系統 高山車庫行、茅ヶ崎駅行
  - 辻12系統 辻堂駅南口行、茅ヶ崎駅南口行
  - 辻13系統 辻堂駅南口行、茅ヶ崎駅南口行
  - 辻14系統 若松町行
  - 辻15系統 東海岸北五丁目行
- 江ノ電
  - 浜竹循環（浜竹・平和学園前・浜須賀経由）
  - 辻堂駅行

### 道路
- 神奈川県道30号戸塚茅ヶ崎線

## 施設
- 茅ヶ崎浜竹郵便局
- 浜竹幼稚園

## 商業施設
- オートバックス辻堂店
- スーパーたまや浜竹店
- リンガーハット茅ヶ崎浜竹店
- ハックドラッグ辻堂店
- 眼鏡市場辻堂店

## その他

### 日本郵便
- 郵便番号 : 253-0021[3]（集配局 : 茅ヶ崎郵便局[18]）。